# PH indikatori

pH indikatori su kemijski spojevi koji su dodani u malim količinama služe za vizualno određivanje pH vrijednosti.
Dakle, pH indikatori su kemijski detektori vodikovih iona (H+). Promjena pH vrijednosti uzrokuje promjenu boje pH indikatora u otopini. Indikatori mogu pokazivati i promjene drugih fizikalnih svojstava.
Na standardnoj temperaturi od 25 °C pH vrijednost neutralne otopine je 7,0. Otopine s pH vrijednošću ispod 7,0 su kisele otopine, a s pH vrijednošću iznad 7,0 su lužnate. 
Javljaju se kao slabi protoliti, karbonske kiseline i amini. Primjena pH indikatora je višestruka u biologiji i analitičkoj kemiji. Indikatori pH vrijednosti spadaju u jednu od tri glavne skupine kemijskih spojeva koji se koriste u kvantitativnoj kemijskoj analizi kao indikatori. Za kvantitativnu analizu kationa upotrebljavaju se kompleksometrijski indikatori. U treću skupinu spadaju redoks indikatori koji se upotrebljavaju za oksido-redukcijske reakcije u kvantitativnoj kemijskoj analizi.

## Teorijski uvod
Sami po sebi, pH indikatori su često slabe kiseline ili slabe baze. Opća reakcijska shema pH indikatora može se formulirati kao:
{\displaystyle {\textrm {HInd}}+{\textrm {H}}_{2}{\textrm {O}}\rightleftharpoons {\textrm {H}}_{3}{\textrm {O}}^{+}+{\textrm {Ind}}^{-}}
Ovdje Hind predstavlja indikator u kiselom obliku i Ind- za konjugiranu bazu indikatora. Odnos tih dvaju oblika indikatora određuje boju otopine i povezuje boju indikatora s pH vrijednošću otopine. Za pH indikatore koji su slabi protoliti, Henderson-Hasselbalchova jednadžba glasi:
{\displaystyle {\textrm {pH}}={\textrm {pK}}_{a}+\log {\frac {[{\textrm {Ind}}^{-}]}{[{\textrm {HInd}}]}}}
Kada je pH jednak pKa vrijednosti indikatora oba su oblika u otopini prisutna u omjeru 1 : 1.
Ako je pH iznad pKa vrijednost, koncentracija konjugirane baze veća od koncentracije kiseline i boja indikatora povezana s konjugiranom bazom je dominantna. Ako je pH ispod pKa vrijednosti, boja indikatora povezana s kiselinom je dominantna.
Obično, promjena boje nije trenutačno na pKa vrijednosti indikatora, ali pH raspon postoji kada je miješanje boje prisutno.
Ovaj raspon pH varira između indikatora, pa se kao pravilo uzima vrijednost između pKa vrijednosti plus ili minus jedan.  pH=pKa± 1.
Otopina će zadržati svoju boju sve dok se najmanje 10% drugog oblika ne poveća koncentracija. 
Na primjer, ako je koncentracija konjugirane baze 10 puta veća od koncentracije kiseline, njihov omjer je 10: 1, i time što je pH vrijednost pKa + 1. S druge strane, ako je 10-struki suvišak kiseline u odnosu na bazu, omjer je 1:10, a pH je pKa - 1.
Za optimalnu točnost, razlika u boji između dva oblika treba biti jasna koliko je god to moguće, a promjena boje u užem pH rasponu je bolja. U nekim indikatorima, kao što je fenolftalein, jedan oblik je bezbojna, dok je u drugom obliku obojen. Kod indikatora kao što je metil crveno, oba oblika daju boju. pH indikatori su učinkoviti na njihovom određenom radnom pH rasponu, u ekstremnom radnom području na krajevima pH skale obično su uništeni zbog neželjenih popratnih reakcija.

## Primjena
pH indikatori se često koriste pri titracijskim određivanjima u analitičkoj kemiji i biologiji, odnosno za utvrđivanje opsega kemijske reakcije. Zbog subjektivnog izbora (određivanja) boje, indikatori pH podložni su nepreciznim očitanjima. Za primjene koje zahtijevaju precizno mjerenje pH, često se koristi pH metar. 
Mješavina različitih indikatora se koristi za postizanje nekoliko promjena boje u širokom rasponu pH vrijednosti. To su komercijalni indikatori koji se koriste kada je potrebno samo grubo poznavanje pH vrijednosti otopine.
U tablici su navedeni neki uobičajeni laboratorijski pH indikatori. Indikatori obično pokazuju srednju boju pri pH vrijednosti unutar navedenog raspona tranzicije. Na primjer, fenol crveno pokazuje narančastu boju između pH 6,8 i pH 8,4. Raspon prijelaza može se neznatno pomaknuti, ovisno o koncentraciji indikatora u otopini i o temperaturi pri kojoj se koristi.
| Indicator                             | Boja pri nižoj pH vrijednosti | donja završna točka | gornja završna točka | Boja pri višoj pH vrijednosti |
| ------------------------------------- | ----------------------------- | ------------------- | -------------------- | ----------------------------- |
| Gentian violet (Metil violet 10B)     | žuta                          | 0,0                 | 2,0                  | ljubičasta                    |
| Malahitno zelena (prva promjena)      | žuta                          | 0,0                 | 2,0                  | zelena                        |
| Malahitno zelena (druga promjena)     | zelena                        | 11,6                | 14,0                 | bezbojna                      |
| Timol plavo (prva promjena)           | crvena                        | 1,2                 | 2,8                  | žuta                          |
| Timol plavo (druga promjena)          | žuta                          | 8,0                 | 9,6                  | plava                         |
| Metil žuto                            | crvena                        | 2,9                 | 4,0                  | žuta                          |
| Bromofenol plavo                      | žuta                          | 3,0                 | 4,6                  | plava                         |
| Kongo crveno                          | ljubičasta                    | 3,0                 | 5,0                  | crvena                        |
| Metil oranž                           | ružičasta                     | 3,1                 | 4,4                  | žuta                          |
| Prikazan metil oranž (prva promjena)  | crvena                        | 0,0                 | 3,2                  | siva                          |
| Prikazan metil oranž (druga promjena) | siva                          | 3,2                 | 4,2                  | zelena                        |
| Bromokrezol zeleno                    | žuta                          | 3,8                 | 5,4                  | plava                         |
| Metil crveno                          | crvena                        | 4,4                 | 6,2                  | žuta                          |
| Metil purpurno                        | purpurna                      | 4,8                 | 5,4                  | zelena                        |
| Azolitmin                             | crvena                        | 4,5                 | 8,3                  | plava                         |
| Bromokrezol purpurno                  | žuta                          | 5,2                 | 6,8                  | purpurna                      |
| Bromotimol plavo(druga promjena)      | žuta                          | 6,0                 | 7,6                  | plava                         |
| Bromotimol plavo(prva promjena)       | ružičasta                     | -0,5                | 0,5                  | žuta                          |
| Fenol crveno                          | žuta                          | 6,4                 | 8,0                  | crvena                        |
| Neutralno crveno                      | crvena                        | 6,8                 | 8,0                  | žuta                          |
| Naftholftalein                        | bezbojna do crvenkasta        | 7,3                 | 8,7                  | zelenkasta do plava           |
| Krezol crveno                         | žuta                          | 7,2                 | 8,8                  | crvenkasto-purpurna           |
| Krezolftalein                         | bezbojna                      | 8,2                 | 9,8                  | purpurna                      |
| Fenolftalein                          | bezbojna                      | 8,3                 | 10,0                 | ružičasta                     |
| Timolftalein                          | bezbojna                      | 9,3                 | 10,5                 | plava                         |
| Alizarin žuto R                       | žuta                          | 10,2                | 12,0                 | crvena                        |
| Indigo karmin                         | plava                         | 11,4                | 13,0                 | žuta                          |

## Točka ekvivalencije
U kiselo-baznim titracijama, nepodesni pH indikator može inducirati promjenu boje indikatora koju sadrži otopina prije ili nakon stvarne točke ekvivalencije. Kao rezultat toga, može se zaključiti na temelju pH indikatora koji se koristio različita točka ekvivalencije za otopinu od stvarne. To je zato što najmanja promjena boje indikatora kojeg sadrži otopina ukazuje da je točka ekvivalencije postignuta. Stoga, najprikladniji pH indikator mora imati raspon radne pH vrijednosti, gdje je promjena boje je očita i da obuhvaća pH točke ekvivalencije otopine koja se titrira. 

## Prirodni pH indikatori
Mnoge biljke ili dijelovi biljaka sadrže prirodno obojene kemikalije iz skupine spojeva antocijan. Oni su crveni u kiselim otopinama i plavi u lužnatoj. Antocijani se mogu izdvojiti vodom ili drugim otapalima iz brojnih obojenih biljaka ili djelova biljaka, od lišća (crvenog kupusa); cvijeća (geranium, mak ili ružinih latica); bobičastog voća (borovnice, crni ribiz); do stabljika (rabarbara). Izdvajanje antocijana iz kućanskih biljaka, osobito sirovog crvenog kupusa, za formiranje pH indikatora u kemiji je popularna uvodna demonstracija.
Lakmus su koristili alkemičari u srednjem vijeku i još je dostupan, prirodni pH indikator dobiva se od mješavine lišaja vrsta osobito Roccella tinctoria. Promjena boje je iz crvene u kiselim otopinama i u plavu u lužinama. 
Hortenzija, Hydrangea Macrophylla, je cvijeće koje može mijenjati boju ovisno o kiselosti tla. U kiselim talima, javljaju se u tlu kemijske reakcije s aluminijem koji je dostupan za biljku, bojeći cvijeće plavo. U alkalnim talima, do takve reakcije ne može doći i stoga biljka aluminij ne uzima. Kao rezultat toga, cvjetovi ostaju ružičasta.
| Indikator          | Boja pri nižoj pH vrijednosti | Boja pri višoj pH vrijednosti |
| ------------------ | ----------------------------- | ----------------------------- |
| Hortenzija cvijeće | plava                         | ružičasta                     |
| Antocijani         | crvena                        | plava                         |
| Lakmus             | crvena                        | plava                         |

- Hortenzija u kiselom tlu
- Hortenzija u lužnatom tlu
- Ekstrakt crvenog kupusa kao pH indikator, od kisele otopine na lijevoj strani do lužnate na desnoj strani